# هجوم إزمير 2017
في يوم الخميس 5 يناير 2017 على الساعة 16:10 بالتوقيت المحلي، فجّر مهاجمان مدججان بالسلاح سيارة مفخخة قرب محكمة مدينة بايراكلي في محافظة إزمير في تركيا. وجرى تبادل لإطلاق النار مع المهاجمين مما أدى إلى مقتلهما، بينما تمكن مهاجم ثالث من الهروب. وقٌتِل في الهجوم مدني واحد وضابط شرطة بالإضافة إلى المهاجمين.